# مارا (فیلم)
مارا (به انگلیسی: Mara) فیلمی محصول سال ۲۰۱۸ و به کارگردانی کلایو تونگه است. در این فیلم بازیگرانی همچون اولگا کوریلنکو، کریگ کانوی، خاویر بوتت، رزی فلنر، لنس ای.نیکولز و ملیسا بولونا ایفای نقش کرده‌اند.